# Александрова болест
Александрова болест  је ретка аутозомно доминантна леукодистрофија, чија су неуролошка стања узрокована аномалијама у мијелину који штити нервнa влакнa у мозгу. Најчешћи тип је инфантилни облик, који обично почиње у прве две године живота. Симптоми укључују кашњење менталног и физичког развоја, праћено губитком развојних прекретница, ненормалним повећањем величине главе и нападима. Јувенилни облик Александрове болести почиње у доби између две и 13 година. Ова деца могу имати претерано повраћање, отежано гутање и говор, лошу координацију и губитак моторне контроле. Облици Александрове болести које се јављају код одраслих су ређи, а симптоми понекад личе на симптоме Паркинсонове болести, мултипле склерозе или се могу примарно представити као психијатријски поремећај.
Према Националном институту за неуролошке поремећаје и мождани удар, уништавање беле масе праћено је стварањем Розенталових влакана - ненормалних накупина протеина који се акумулирају у астроцитима у мозгу.
Болест се јавља и код мушкараца и код жена, а у њеној распрострањености нису уочене етничке, расне, географске или културне/економске разлике. Александрова болест је прогресивна и често фатална болест.

## Називи
Александрова болест - Демијелиногена леукодистрофија - Дисмијелиногена леукодистрофија - Фибриноидна дегенерација астроцита - Леукодистрофија са Росенталовим влакнима.

## Историја
Александрова болест је први пут описана 1949. године, када је W. Stewart Alexander пријавио 15-месечно дете са мегаенцефалијом, хидроцефалусом и психомоторном ретардацијом. Дете је умрло осам месеци касније, а патологија мозга открила је „прогресивну фибриноидну дегенерацију фибриларних астроцита“. Касније је утврђено да су ове астроцитне инклузије идентичне Розенталовим влакнима.

## Епидемиологија
Преваленција Александрове болести је непозната. Према подацима Националног института за здравље, од 1949. године пријављено је само око 500 случајева Александрове болести.

## Етиопатогенеза
Александрова болест је ретка болест нервног система. То је један од група поремећаја, названих леукодистрофије, који укључују уништавање мијелина. Мијелин је масни омотач који изолује нервна влакна и промовише брз пренос нервних импулса. Ако се мијелин не одржава правилно, пренос нервних импулса може бити поремећен. Како се мијелин погоршава у леукодистрофијама као што је Александрова болест, функције нервног система су оштећене.
Већина случајева Александрове болести почиње пре 2 године и описује се као инфантилни облик. Знаци и симптоми инфантилне форме обично укључују повећани мозак и величину главе (мегаленцефалија), нападе, укоченост у рукама и/или ногама (спастичност), интелектуалну неспособност и заостајање у развоју. Ређе, почетак се јавља касније у детињству (јувенилни облик) или у одраслом добу. Уобичајени проблеми код јувенилних и одраслих облика Александрове болести укључују абнормалности говора, потешкоће при гутању, нападе и лошу координацију (атаксија). Ретко се неонатални облик Александрове болести јавља у току првог месеца живота и повезан је са тешким интелектуалним инвалидитетом и заостајањем у развоју, накупљањем течности у мозгу (хидроцефалус) и нападима.
Александрову болест такође карактеришу абнормалне наслаге протеина познате као Росентхалова влакна. Ове наслаге се налазе у специјализованим ћелијама званим астроглијалне ћелије, које подржавају и негују друге ћелије у мозгу и кичменој мождини ( централни нервни систем

### Генетика
Мутације у ГФАП гену узрокују Александрову болест. ГФАП ген даје упутства за прављење протеина који се зове глија фибриларни кисели протеин. Неколико молекула овог протеина се везује заједно да би формирало средње филаменте, који пружају подршку и снагу ћелијама. Мутације у ГФАП- уген доводе до производње структурно измењеног глијалног фибриларног киселог протеина. Сматра се да измењени протеин омета формирање нормалних средњих филамената. Као резултат тога, абнормални глијални фибриларни кисели протеин се вероватно акумулира у астроглијалним ћелијама, што доводи до формирања Росентхалових влакана, која нарушавају функцију ћелије. Није добро схваћено како оштећене астроглијске ћелије доприносе абнормалном формирању или одржавању мијелина, што доводи до знакова и симптома Александрове болести.

### Наслеђе
Ово стање се наслеђује аутозомно доминантно, што значи да је једна копија измењеног гена у свакој ћелији довољна да изазове поремећај.
Већина случајева је резултат нових мутација гена. Ови случајеви се јављају код људи који немају историју поремећаја у породици. Ретко, оболела особа наследи мутацију од једног захваћеног родитеља.

## Клиничка слика
У зависности од старости пацијента манифестације болдссти, могу се разликовати у различитим облицима Александрове болести.  
Инфантилни облик, који се јавља код деце, је најчешћи. Болест постаје приметна у доби од око шест месеци, али може почети и између првог и 24. месеца живота. Неспецифичан главни симптом код оболеле деце је изражен поремећај моторичког и менталног развоја. Могу се јавити и повећање лобање и мозга (макроцефалија ), проблеми са храњењем, поремећаји гутања, атаксија , спастичност и напади. 
Неонатални облик (код новорођенчади) показује најбржу прогресију са најлошијом прогнозом. 
Јувенилни облик (код адолесцената)  је блажа форма болести, пацијенти немају увек макроцефалију и неуролошки дефицити се јављају касније. 
Одрасли облик, који се јавља код одраслих особа, степен дегенеративних промена беле материје је мањи и често преовлађују булбарни симптоми са поремећајима гутања и говора, јер је посебно захваћено мождано стабло. Може доћи и до миоклонуса.

## Дијагноза
Болест се не може дијагностиковати клинички, односно не само на основу физичког прегледа. Уместо тога, неопходне су процедуре техничке природе. До пре неколико година за потврду дијагнозе био је неопходан биопсијски или обдукцијски доказ патолошких промена у можданом ткиву карактеристичних за Александрову болест . Пошто је окарактерисан одговорни ген, све чешће се врше анализе ДНК у сумњивим случајевима. Исто тако, магнетна резонанцаПреглед мозга омогућава разликовање од других болести. За дијагнозу дечијих форми предложени су следећи неурорадиолошки критеријуми:
- Екстензивне промене фронталне медуле
- Перивентрикуларни шав ( интензиван сигнал на Т1-пондерисаној слици)
- Перивентрикуларни шав ( низак сигнал на Т2-пондерисаној слици)
- Промене у базалним ганглијама , таламусу и можданом стаблу
- Побољшање контраста у одређеним регионима мозга

Дијагноза Александрове болести сматра се вероватном ако су присутна четири од пет критеријума.  У одраслом облику могу се открити атрофија и промене сигнала у можданом стаблу и кичменој мождини. 

### Александрова болест код деце
Поремећај се најчешће открива у детињству, пре 2 године. Карактерише га:
- напади
- укоченост у рукама и ногама
- повећана величина мозга и главе
- сметње у учењу
- заостајање у развоју

Ређе, болест се може развити касније у детињству. Старија деца имају тенденцију да показују сличне симптоме као и одрасли са овим стањем.

### Александрова болест код одраслих
Када се почетак јавља код старије деце и одраслих, симптоми обично укључују:
- лоша координација (атаксија)
- тешкоће при гутању
- проблеми са говором
- напади

Генерално, Александрова болест је мање тешка када се развије у одраслом добу. Величина главе и ментални капацитет могу бити потпуно нормални у овој фази. Међутим, понекад постоји спор ментални пад.

### Александрова болест код старијих особа (65+)
Изузетно је ретко да се Александрова болест развије овако касно у животу. Ако јесте, симптоми се често погрешно сматрају онима код мултипле склерозе или тумора на мозгу. Озбиљност болести је често толико блага у овим случајевима да се Александрова болест дијагностикује након смрти, када се обдукцијом открију необичне наслаге протеина у мозгу.

## Терапија
Не постоји лек за Александрову болест, нити постоји стандардна процедура лечења. Лечење Александрове болести је симптоматско и подржавајуће.
Лек за лечење Александрове болести је тренутно у клиничким испитивањима. Поред тога, и две генске терапије су у развоју. 

## Прогноза
Прогноза за особе са Александровом болешћу је генерално лоша. Према новој студији, ток болести у великој мери варира када се дијагностикује у детињству, и може се поделизи у четири подтипа (1а, 1б, 1ц, 1д), од којих је сваки са различитом прогнозом.
Већина деце са инфантилним обликом не доживи више од 6 година. Јувенилни и одрасли облици поремећаја имају спорији и дужи животни ток.
Одојчад која развију болест пре 2 године обично не преживе после 6 година. За старију децу и одрасле, болест обично има спорији ток, а симптоми нису тако озбиљни. У неким одраслим случајевима болести, симптоми уопште не морају бити присутни.